# Granowo (gmina)
Pour les articles homonymes, voir Granowo.
Granowo est une gmina rurale du powiat de Grodzisk Wielkopolski, Grande-Pologne, dans le centre-ouest de la Pologne. Son siège est le village de Granowo, qui se situe environ 12 km à l'est de Grodzisk Wielkopolski et 33 km au sud-ouest de la capitale régionale Poznań.
La gmina couvre une superficie de 66,87 km2 pour une population de 5 042 habitants en 2011.

## Géographie

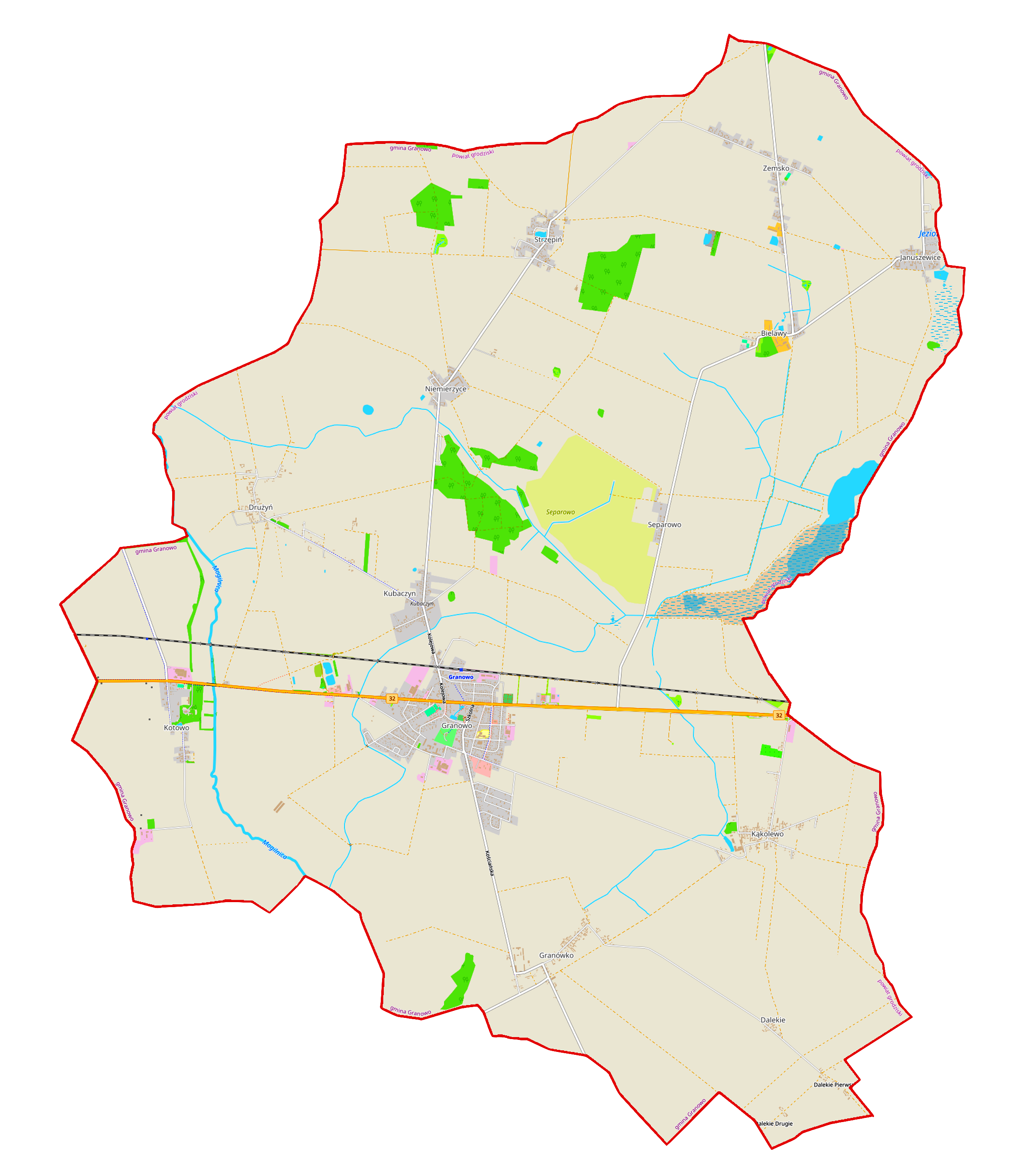
Plan de la gmina.

Outre le village de Granowo, la gmina inclut les villages de:
- Bielawy
- Dalekie
- Drużyń
- Granówko
- Januszewice
- Kąkolewo
- Kotowo
- Kubaczyn
- Niemierzyce
- Separowo
- Strzępiń
- Zemsko

### Gminy voisines
La gmina de Granowo est bordée des gminy de :
- Buk
- Grodzisk Wielkopolski
- Kamieniec
- Opalenica
- Stęszew

## Structure du terrain
D'après les données de 2013, la superficie de la commune de Granowo est de 66,87 km², répartis comme tel :
- terres agricoles : 90%
- forêts : 2%

La commune représente 10,63% de la superficie du powiat.

## Démographie
Données du 30 juin 2004 :
| Description        | Total  | Total | Femmes | Femmes | Hommes | Hommes |
| ------------------ | ------ | ----- | ------ | ------ | ------ | ------ |
| Unité              | Nombre | %     | Nombre | %      | Nombre | %      |
| population         | 4 987  | 100   | 2 448  | 50     | 2 449  | 50     |
| Densité (hab./km²) | 71,6   | 71,6  | 35,8   | 35,8   | 35,8   | 35,8   |